# Chemin de fer Le Cap – Le Caire

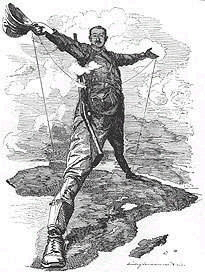
Sir Cecil Rhodes : du Cap au Caire

Chemin de fer Le Cap – Le Caire, jamais complété.

Le chemin de fer Le Cap – Le Caire (Cape – Cairo Railway) est une ligne de chemin de fer qui traverse l'Afrique du sud au nord, étant le chemin de fer le plus grand et le plus important de ce continent. Il sert de lien entre Le Cap, en Afrique du Sud, et Port-Saïd, en Égypte.
Des parties importantes de son parcours destiné à traverser l'Afrique sont incomplètes ou inopérantes en raison des guerres, du manque de capital financier, des obstacles géographiques et géologiques et de la faible volonté politique.
Ce plan a été lancé à la fin du XIXe siècle, à l'époque de la domination coloniale occidentale, en grande partie sous la vision de Cecil Rhodes, dans le but de relier les possessions africaines adjacentes de l'Empire britannique par une ligne continue à partir du Cap, en Afrique du sud, à la ville du Caire, Égypte.

## Historique

### Construction
La colonisation britannique en Afrique est étroitement liée à ce projet de ligne de chemin de fer du Cap vers le Caire. Cecil Rhodes fut l'artisan de l'Empire britannique pour la conquête des territoires de l'Afrique australe, tentant de matérialiser une « ligne rouge » continue entre les dominions britanniques du nord au sud. Un chemin de fer aurait constitué l'épine dorsale pour unifier ces territoires et en faciliter l'administration et l'exploitation, ainsi que la gestion militaire. La construction de cette ligne de chemin de fer représentait par ailleurs un défi technique.
La section méridionale fut terminée au cours de la domination britannique avant la Première Guerre mondiale. Elle fut connectée avec le système à écartement du Cap, soit 1,067 m. La construction commença au Cap et montait jusqu'à Kimberley, passant ensuite à travers le Botswana jusqu'à Bulawayo. La ligne continuait ensuite vers le nord, section actuellement exploitée par les National Railways of Zimbabwe, jusqu'à la traversée du Zambèze. Le pont des chutes Victoria fut terminé en 1905. Le réseau est ensuite exploité par Zambia Railways et continue par Lusaka et Kapiri Mposhi, où il rejoint la ligne TAZARA vers la Tanzanie.
L'Égypte disposait d'un réseau ferroviaire depuis 1856, reliant Alexandrie au Caire, et qui descendait vers le sud jusqu'à Assouan. L'écartement des voies en Égypte était à voie normale, soit 1,435 mètre. Après une traversée en ferry sur le Nil, le chemin de fer continuait au Soudan, de Wadi Halfa jusqu'à Khartoum, avec un écartement d'1,067 mètre. Cette partie du réseau fut commencée par lord Kitchener en 1897 quand il eut maté la révolte mahdiste. D'autres lignes s'éloignaient vers le sud, le point le plus méridional étant Wau, actuellement au Soudan du Sud. Cependant, une grande partie du réseau soudanais est actuellement inexploitée à la suite des différentes guerres civiles et autres troubles politiques.

### Pourquoi il ne fut pas terminé

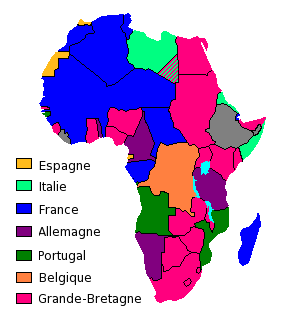
Carte montrant la « ligne rouge » pratiquement complétée du Cap au Caire en 1913. Les territoires gérés par l'Allemagne empêchent la continuité territoriale nécessaire à terminer le projet.

Les intérêts britanniques devaient non seulement affronter les nombreux obstacles posés par les territoires et leurs climats, mais aussi se mesurer aux autres puissances colonisatrices. Les Français envisagèrent à la même époque l'établissement d'un continuum territorial depuis les importants territoires en Afrique occidentale et le Sahara occidental, jusqu'à Djibouti. Leur tentative échoua à l'issue de la crise de Fachoda. Les Belges durent se contenter de l'enclave de Lado (rétrocédée au Soudan Anglo-égyptien en 1910) dans leur quête du Nil. Les Portugais essayèrent vainement de joindre l'Angola et le Mozambique. La mainmise britannique en Afrique du Sud fut assurée après les deux guerres des Boers. L'Allemagne détenait cependant d'importants territoires en Afrique orientale, qui auraient pu permettre la complétion d'une liaison Nord-Sud
Avec la défaite de l'Allemagne en 1918, une partie du Ruanda-Urundi fut rattaché au Tanganyika   (actuelle Tanzanie) sous mandat britannique par l’accord Orts-Milner, ce qui assurait une continuité nord-sud de territoires britanniques. Cependant, la liaison ne fut pas complétée dans l'entre-deux guerres pour des raisons économiques. Après la Seconde Guerre mondiale, les revendications nationalistes des peuples africains et la fin du colonialisme consacrèrent la fin du projet.

## Sections actuellement opérationnelles
Les sections opérationnelles du chemin de fer du Cap au Caire sont les suivantes :
- Section sud-ouest: partant du Cap, passant par Kimberley et Mahikeng en Afrique du Sud, Gaborone et Francistown au Botswana, jusqu'à Bulawayo au Zimbabwe.
- Section sud-est : de Port Elizabeth, en passant par Bloemfontein, Johannesburg, Pretoria et Musina en Afrique du Sud, jusqu'à Bulawayo au Zimbabwe.
- Section sud-centre : relie Bulawayo aux Victoria Falls au Zimbabwe, Livingstone, Lusaka et Ndola en Zambie, Sakania, Lubumbashi, Tenke, Bukama, Kamina, Kabalo et Kindu au Congo-Kinshasa.
  - Sections incomplètes de Kindu à Uvira au Congo-Kinshasa, Bujumbura et Kayanza au Burundi, Butare et Kigali au Rwanda, à Kampala en Ouganda.
- Section centrale : relie Kampala à Njeru, Busembatia, Tororo et Gulu en Ouganda.
  - Section incomplète de Gulu, en Ouganda, à Djouba et Wau, dans le Soudan du Sud.
  - Tronçon à trafic bloqué entre la ville de Wau, dans le Soudan du Sud, à Babanusa, au Soudan, en raison de guerres locales.
- Section nord-Haut Nil : relie Babanusa à Sannar, Khartoum et Wadi Halfa au Soudan.
  - Section incomplète de Wadi Halfa, Soudan, Assouan, Égypte.
- Section nord-Bas Nil : connecte Assouan à Louxor, Assiout, Le Caire et Benha en Égypte.
- Section nord-ouest : relie Benha à Alexandrie, en Égypte.
- Section nord-centre : relie Benha à Damiette en Égypte.
- Section nord-est : relie Benha à Port-Saïd, en Égypte.

## Connexion avec d'autres systèmes ferroviaires

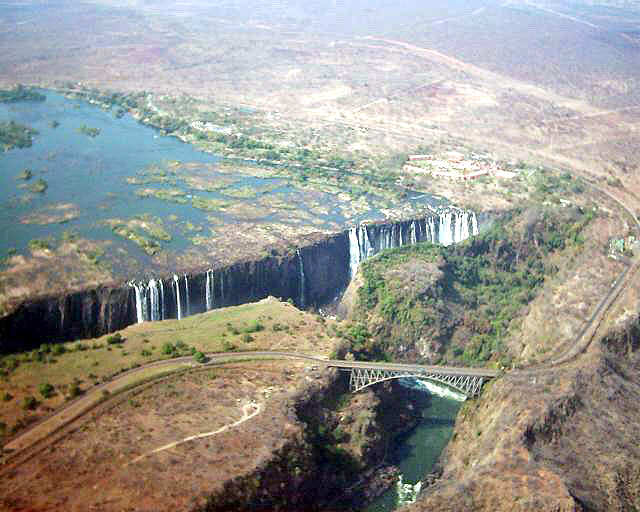
Traversée aux chutes Victoria

### Le chemin de fer ougandais
L'Afrique orientale a un réseau de chemin de fer à écartement étroit (1,00 m), développé au départ de l'océan Indien, et développé vers l'ouest en parallèle sous la colonisation allemande (Tanzanie) et britannique (Kenya). Son extension nord est l'Uganda Railway. Ces deux réseaux furent reliés et il existe une connexion entre Kampala, Ouganda, le lac Victoria d'une part, et les côtes océaniques à Mombasa au Kenya et Dar es Salaam en Tanzanie d'autre part. Plusieurs compagnies nationales exploitent ces lignes, l'Uganda Railway Corporation, la Kenya Railways Corporation, et la Tanzania Railways Corporation.

### La liaison TAZARA
Une ligne de chemin de fer séparée de 1 860 km lie Kapiri Mposhi en Zambie, fut terminée au bout de six ans par des travailleurs de la  République populaire de Chine en 1976 [réf. souhaitée]. Le chemin de fer Tanzanie-Zambie (Tanzania-Zambia-Railroad ou TAZARA) fut construit pour désenclaver la Zambie et lier ses ressources minérales au port de l'Océan Indien, indépendamment du réseau de l'Afrique du Sud et des territoires à cette époque contrôlés par les Portugais. Non prévue dans le projet initial Le Cap – Le Caire, la ligne TAZARA établit une liaison importante. Cette partie a le même écartement d'1,067 m que celui en Afrique australe.

### Connexion Benguela-Katanga
Dans la ville de Tenke, en République démocratique du Congo, il existe une interconnexion du chemin de fer Cabo-Caire avec le chemin de fer Katanga-Benguela, qui le relie au port de Lobito, en Angola, sur la côte atlantique.

### Systèmes ferroviaires au Mozambique, au Zimbabwe et en Afrique du Sud
Le chemin de fer est connecté aux systèmes du Mozambique, du Zimbabwe et de l'Afrique du Sud par les chemins de fer Beira-Bulawayo, Limpopo et Pretoria-Maputo, atteignant les ports de Maputo et Beira.

## Futur
Le projet d'une ligne de chemin de fer du Cap au Caire n'est pas enterré. Malgré l'instabilité actuelle au Soudan, il existe des projets d'achèvement de la liaison pour des raisons économiques.